# Indigenous Nationalist Party of Tripura

INPT:s fana.

Indigenous Nationalist Party of Tripura är ett politiskt parti i delstaten Tripura i nordöstra Indien. INPT leds av Bijoy Hrangkwal (tidigare gerillaledare för Tripura National Volunteers). INPT bildades 2002 som en sammanslagning av Indigenous Peoples Front of Tripura och Tripura Upajati Juba Samiti. Bildandet av INPT var pådrivet av tryck från underjordiska National Liberation Front of Tripura, som ville samla alla tribalnationalistiska krafter i ett parti. INPT anses allmänt som NLFT:s partipolitiska gren.
Då IPFT hade egen majoritet i Tripura Tribal Areas Autonomous District Council (TTAADC) kom INPT att vara regeringsparti där fram till 2003.
I delstatsvalet 2003 var INPT allierade med Kongresspartiet. INPT lanserade 18 kandidater och Kongresspartiet 42. Sex INPT-kandidater valdes, och totalt fick partiets kandidater 189 186 röster. Valet vanns av Left Front.
INPT drabbades av ett allvarligt bakslag i mitten av 2003, när en grupp TTAADC-ledamöter under ledning av Hiren Tripura bröt sig ur och bildades National Socialist Party of Tripura. En av INPT:s högsta ledare, Shyamcharan Tripura, ställde sig på utbrytarnas sida. NSPT lyckades, med stöd från CPI(M):s ledamöter i TTAADC, vinna majoritet i församlingen och det som blev kvar av INPT hamnade i opposition.
Inför Lok Sabhavalet 2004 gick INPT med i den BJP-ledda alliansen National Democratic Alliance. INPT stödde de Nationalist Trinamool Congress och BJP:s kandidater i valet.